# Ортилия однобокая
Орти́лия однобо́кая (лат. Orthília secúnda) — многолетнее травянистое растение, произрастающее в лесной зоне Северного полушария; единственный вид монотипного рода Ортилия семейства Вересковые (Ericaceae).
Народные названия растения: боровая матка, бокоцветка, боровая трава, боровинка, винная трава, заячья соль, грушовник, лесная грушка, зимозелёнка.

## Ботаническое описание
Побеги высотой 5—25 см, полегающие.

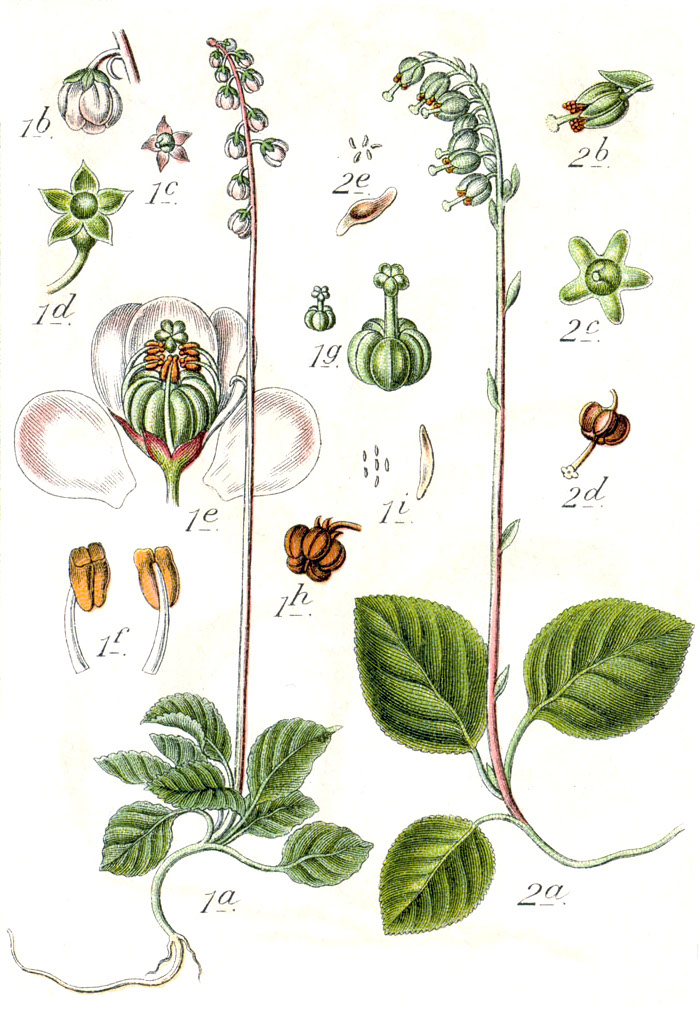
Ортилия однобокая
(на рисунке под цифрой 2).

Корневище длинное ветвистое, придаточные корни многочисленные, тонкие. Годичный прирост корневища может достигать 1 м.
Листья зимнезелёные, очерёдные, овальные или округлые, цельнокрайные или слегка городчатые, ясно черешковые, в верхней части стебля яйцевидно-ланцетные чешуевидные, зелёные или буроватые, до 8 мм длиной, в нижней — светло-зелёные продолговато-яйцевидные остропильчатые, до 4 см длиной, довольно тонкие. Листья расположены в нижней части стебля, но не скучены в розетку. Черешок обычно короче листовой пластинки, но иногда равен ей.
Цветки поникающие, собраны по 8—18 в густом многоцветковом кистевидном однобоком соцветии. Венчик зеленовато-белый, почти колокольчатый, правильный, 4—5 мм длиной, со сходящимися лепестками, по краям мелкозубчатыми. Лепестков и чашелистиков по 5, доли чашечки треугольные, мелко-зубчатые. Тычинки прямостоячие. Столбик длиннее венчика, без кольца, прямой. Рыльце широкое, почти звёздчатое, пятиугольное. Пыльники без рожков. В основании завязи — железистый подпестичный диск с 10 зубчиками. В европейской части России цветёт в июне—июле.
Плод — овальная коробочка длиной до 6 мм, раскрывается снизу вверх. Плодоносит в августе.

## Распространение и экология
Циркумбореальный род. Произрастает в холодном и умеренном поясах Северного полушария, в лесной зоне. Многолетнее растение.
В России встречается в европейской части, в Сибири, на Дальнем Востоке и в Предкавказье.
Растёт в хвойных, смешанных и мелколиственных лесах, на вырубках, опушках, полянах, в лесных оврагах.
Микотроф.
Размножается семенами и вегетативно, при помощи подземных побегов, которые, выходя весной на поверхность, образуют на конечной точке роста 3—5 кожистых листьев с терминальной почкой, из которой на следующий год образуется новая розетка.

## Химический состав

Общий вид растения в июне, Савинский район Ивановской области

В траве содержатся иридоиды, гидрохинон, арбутин, метиларбутин, кумарины, дубильные вещества, флавоноиды, хиноны, витамин C, органические кислоты: виннокаменная и лимонная, а также микроэлементы: железо, медь, цинк, марганец и титан.

## Значение и применение
Используется в народной медицине Сибири, Дальнего Востока, Крыма, Кавказа в виде настоев, отваров, настоек как диуретическое, ранозаживляющее, гемостатическое, противовоспалительное, противоязвенное, вяжущее средство при заболеваниях пищеварительной системы, а также как седативное и противоэпилептическое средство. Народы Кавказа использовали надземную часть растения в качестве мочегонного, кровоостанавливающего, ранозаживляющего и вяжущего средства. В Западной Сибири и на Урале её использовали не только в этом качестве, но и применяли как средство от эпилепсии и диареи . В Восточной Сибири под названиями «боровая матка», «боровинка», «грушовник», «заячья соль», «зимозоль» оно является чрезвычайно популярным средством, применяемым, главным образом, при различных гинекологических заболеваниях: эндометритах, сальпингоофоритах, бесплодии, опухолевых и спаечных процессах, непроходимости маточных труб, эрозии шейки матки и эндоцервитах, при нарушениях менструального цикла, дисфункциональных маточных кровотечениях, гипоплазии матки, аднекситах и кольпитах, а также при заболеваниях органов мочеполовой системы — циститах, уретритах, пиелонефритах и т. д.
Крепкий отвар корневища используется как примочка для глаз.
Аборигены Северной Америки (Аляска) используют семена в пищу, а надземную часть — для приготовления суррогата чая.

## Классификация

### Таксономия
Orthilia secunda (L.) House, 1921, Amer. Midl. Naturalist 7: 134
Вид Ортилия однобокая относится к роду Ортилия (Orthilia) подсемейства Pyroloidaea семейства Вересковые (Ericaceae) порядка Верескоцветные (Ericales). Таксономическая схема в соответствии с Системой APG IV по состоянию на декабрь 2023 года:
|  |                                      |  |                                   |                                   |                      |  | ещё 21 семейство | ещё 21 семейство  |                          |  |                                    |  | еще 3 рода | еще 3 рода |  |
|  |                                      |  |                                   |                                   |                      |  | ещё 21 семейство | ещё 21 семейство  |                          |  |                                    |  | еще 3 рода | еще 3 рода |  |
|  |                                      |  |                                   | порядок Верескоцветные            |                      |  |                  |                   | подсемейство Pyroloidaea |  |                                    |  |            |            |  |
|  |                                      |  |                                   | порядок Верескоцветные            |                      |  |                  |                   | подсемейство Pyroloidaea |  | единственный вид Ортилия однобокая |  |            |            |  |
|  | отдел Цветковые, или Покрытосеменные |  |                                   |                                   | семейство Вересковые |  |                  |                   | род Ортилия              |  |                                    |  |            |            |  |
|  | отдел Цветковые, или Покрытосеменные |  |                                   |                                   |                      |  |                  |                   |                          |  |                                    |  |            |            |  |
|  |                                      |  | ещё 63 порядка цветковых растений | ещё 63 порядка цветковых растений |                      |  |                  | еще 8 подсемейств | еще 8 подсемейств        |  |                                    |  |            |            |  |
|  |                                      |  |                                   | ещё 63 порядка цветковых растений |                      |  |                  |                   | еще 8 подсемейств        |  |                                    |  |            |            |  |

### Синонимы
- Actinocyclus secundus (L.) Klotzsch
- Actinocyclus secundus var. elatior Lange
- Orthilia dentata Raf.
- Orthilia elatior (Lange) House
- Orthilia kareliniana (A.K.Skortsov) Holub
- Orthilia nummularia (Rupr. ex Kom.) Y.L.Chou
- Orthilia obtusata (Turcz.) H.Hara
- Orthilia obtusata var. xizangensis Y.L.Chou
- Orthilia parvifolia Raf.
- Orthilia procumbens Raf.
- Orthilia secunda subsp. obtusata (Turcz.) Böcher
- Orthilia secunda var. nummularia (Rupr.) H.Hara
- Orthilia secunda var. obtusata (Turcz.) House
- Pyrola alpestris Gand.
- Pyrola atrovirens Gand.
- Pyrola elatior (Lange) Lundell
- Pyrola hybrida Vill.
- Pyrola longifolia Gand.
- Pyrola nummularia (Rupr.) Rupr. ex Komarov
- Pyrola obtusata (Turcz.) Turcz. ex Komarov
- Pyrola obtusata (Turcz.) Pavlov
- Pyrola pedemontana Gand.
- Pyrola rossica Gand.
- Pyrola secunda L.
- Pyrola secunda subsp. obtusata (Turcz.) Hultén
- Pyrola secunda var. nummularia Rupr.
- Pyrola secunda var. obtusata Turcz.
- Pyrola secunda var. pumila Cham.
- Pyrola secunda var. vulgaris Turcz.
- Pyrola winkleriana Gand.
- Ramischia elatior (Lange) Rydb.
- Ramischia kareliniana A.K.Skvortsov
- Ramischia obtusata (Turcz.) Freyn
- Ramischia secunda (L.) Garcke
- Ramischia secunda subsp. obtusata (Turcz.) Andres
- Ramischia secunda var. elatior (Lange) Andres
- Ramischia secundiflora Opiz
- Ramischia secundiflora subsp. obtusata (Turcz.) Andres
- Ramischia secundiflora var. obtusata (Turcz.) Freyn